# Václav Benda
Václav Benda (Praga, 8 agosto 1946 – Praga, 2 giugno 1999) è stato un attivista e matematico ceco.
Benda, insieme ad altri dissidenti della Cecoslovacchia degli anni sessanta e settanta fece parte del movimento cecoslovacco che chiedeva maggiori libertà di espressione e libertà nel proclamare la fede cristiana. Nel 1978 fu firmatario della Charta 77. Lo stesso anno scrisse un breve estratto: la Polis parallela, il quale fu un richiamo ai cattolici dissidenti di abbandonare la speranza di poter cambiare le istituzioni cecoslovacche con la protesta. Benda suggerì invece di creare delle istituzioni parallele per portare avanti la fede in Cristo.
Nel 1979 divenne portavoce di Charta 77. Arrestato nel 1979, fu poi condannato a quattro anni e mezzo di carcere.